# Gerardus van der Leeuw

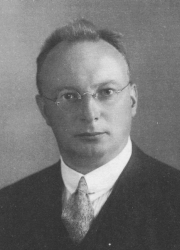
Gerardus van der Leeuw (1928)

Gerardus van der Leeuw (ur. 18 marca 1890 w Hadze, zm. 18 listopada 1950 w Utrechcie) – holenderski teolog, religioznawca, egiptolog i polityk.

## Życie
Urodził się jako syn Gerardusa van der Leeuwa (1861–1922) i Elisabeth Antoinette Nelck (1863–1949). W latach 1908–1913 studiował teologię na Uniwersytecie w Lejdzie, zajmując się przede wszystkim historią religii i egiptologią. W latach 1913–1914 studiował na Uniwersytecie Humboldta w Berlinie i na uniwersytecie w Getyndze. w 1916 roku obronił na uniwersytecie w Lejdzie pracę doktorską na temat bóstw egipskich. W latach 1916–1918 pracował w holenderskim Kościele Reformowanym. w 1918 roku został powołany na uniwersytet w Groningen jako profesor historii religii i historii doktryn teologicznych. Zajmował się wówczas przede wszystkim działem Encyklopedii teologicznej. Wykładał też język i literaturę staroegipską. W roku 1943 trafił do niewoli niemieckiej. Po zakończeniu II wojny światowej jego katedrę przemianowano na katedrę fenomenologii religii – wykładał tam do roku 1950, z przerwą w roku akademickim 1945–1946, gdy pełnił funkcję pierwszego w latach powojennych ministra edukacji z ramienia Partii Pracy. W roku 1950 został wybrany na stanowisko pierwszego prezydenta Association for the History of Religions. Jego imieniem nazwano Volkenkundig museum Gerardus van der Leeuw w Groningen.

## Dzieło
Geradus van der Leeuw dał się poznać jako najważniejszy przedstawiciel fenomenologii religii. Chodziło mu nie tyle o stworzenie jednolitego metodologicznie systemu, ile o zrozumienie treści przeżycia religijnego z uwzględnieniem przesłanek psychologicznych i teologicznych. Znany jest dzięki pracy Fenomenologia religii opublikowanej po niemiecku w 1933 roku. Van der Leeuw dokonał w niej podziału dawniejszych i współczesnych form przeżycia religijnego; uważał, że na dawniejszych formach tego przeżycia nie odcisnęła się piętnem transcendencja boska, lecz raczej odczuwanie sił boskich w sensie mana. „Bóg” byłby w tym wypadku jedynie innym określeniem potęgi manicznej – tym samym mielibyśmy do czynienia z utożsamieniem religii i magii.

## Wybrane publikacje
- Gerardus van der Leeuw: Phänomenologie der Religion, 1933; pol. Fenomenologia religii, Książka i Wiedza, Warszawa 1978.